# Carel Polak

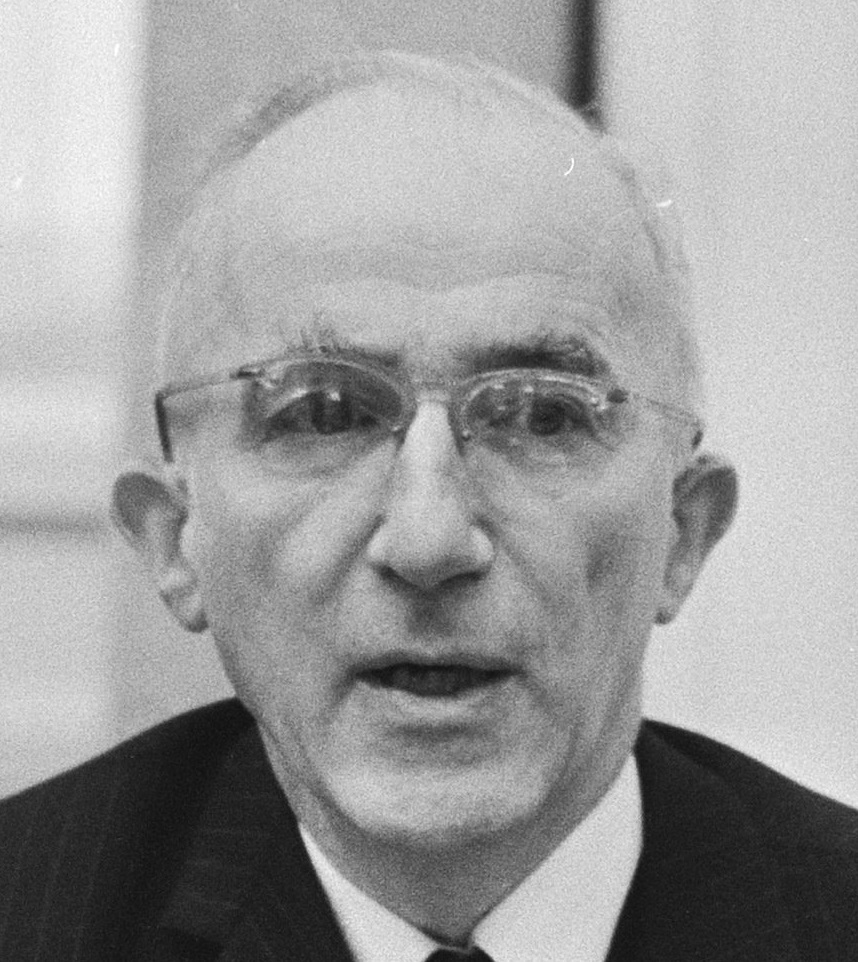
Carel Polak (1971)

Carel Hendrik Frederik Polak (* 2. September 1909 in Rotterdam; † 28. Februar 1981 in Oegstgeest, Provinz Südholland) war ein niederländischer Jurist, Hochschullehrer und Politiker der VVD.

## Leben

### Studium, Verwaltungsbeamter und Hochschullehrer
Der aus einer jüdischen Familie stammende Polak begann nach dem Besuch des Gymnasium Haganum im September 1927 ein Studium der Rechtswissenschaften an der Reichsuniversität Leiden, das er im Juli 1931 „cum laude“ abschloss. Im Anschluss begann er seine berufliche Laufbahn als Sekretär des Aufsichtsrates des Unternehmens Electriciteitsbedrijf Zuid-Holland (EZH) N.V., ehe er anschließend 1934 Beamter in der Provinzialregistratur in Den Haag wurde. Während des Zweiten Weltkriegs musste er untertauchen und arbeitete als Concierge und als Nachtwächter in einer Fabrik.
Im November 1946 übernahm er zunächst eine Professur für Wirtschaftswissenschaft und Agrarrecht an der Landwirtschaftlichen Hochschule Wageningen, an der er zuletzt bis September 1951 Volkswirtschaftslehre, Rechts- und Staatswissenschaften unterrichtete. Im Anschluss wurde er im September 1951 zum Professor für Verwaltungsrecht und Agrarrecht an die Reichsuniversität Leiden berufen und lehrte dort bis April 1967.
Am 29. April 1963 wurde Polak zum Ritter des Ordens vom Niederländischen Löwen ernannt.
Carel Polak war mit Anneke Werker verheiratet und lebte in Oegstgeest.

### Minister und Abgeordneter

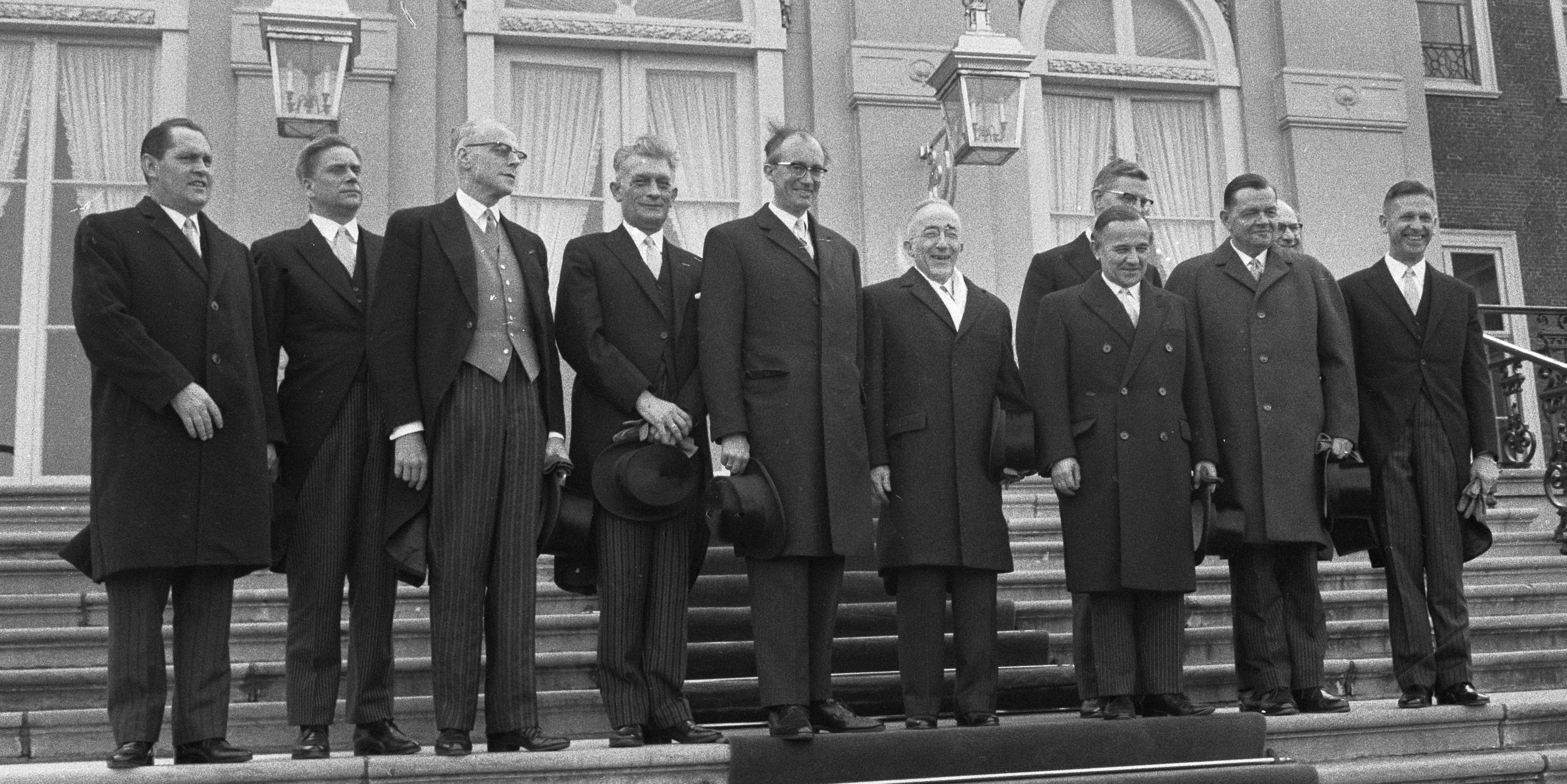
Das Kabinett De Jong bei der Vereidigung am 5. April 1967 vor Huis ten Bosch: Justizminister Polak (6.v.l.) neben Ministerpräsident Piet de Jong (7.v.l.)

Am 5. April 1967 wurde Polak von Ministerpräsident Piet de Jong zum Justizminister in dessen Kabinett berufen und gehörte diesem bis zum Ende von de Jongs Amtszeit am 6. Juli 1971 an.
Bei den Wahlen von Mai 1971 wurde er außerdem als Kandidat der VVD zum Mitglied der Zweiten Kammer der Generalstaaten gewählt und gehörte dieser für zwei Legislaturperioden bis März 1977 an.
Für seine politischen Verdienste erfolgte am 17. Juli 1971 seine Ernennung zum Kommandeur des Ordens von Oranien-Nassau.
Nach seinem Ausscheiden aus dem Parlament wurde er im März 1977 zum Staatsrat für besondere Aufgaben ernannt und behielt dieses Amt bis Oktober 1977.